# آيس كريم في جليم (ألبوم)
أيس كريم في جليم هو الالبوم التاسع للفنان المصري عمرو دياب، تم إصداره عام 1992.

## قائمة الأغاني
| الرقم | اسم الاغنية            | المدة | الشاعر     | الملحن    | الموزع    |
| ----- | ---------------------- | ----- | ---------- | --------- | --------- |
| 1     | آيس كريم في جليم       | 04:03 | مدحت العدل | عمرو دياب | حسام حسني |
| 2     | دانا دانا              | 02:01 | مدحت العدل | عمرو دياب | حسام حسني |
| 3     | حتمرد على الوضع الحالي | 02:37 | مدحت العدل | عمرو دياب | حسام حسني |
| 4     | أنا حر                 | 02:09 | مدحت العدل | عمرو دياب | حسام حسني |
| 5     | رصيف نمرة خمسة         | 03:56 | مدحت العدل | عمرو دياب | حسام حسني |
| 6     | واحنا معاك             | 03:19 | مدحت العدل | عمرو دياب | حسام حسني |

## الكليبات التي تم تصويرها من الألبوم
1 - ( حتمرد على الوضع الحالي )
2 - ( رصيف نمرة خمسة )
3 - ( أنا حر )
4 - ( واحنا معاك )
5 - ( دانا دانا )
6 - ( أيس كريم في جليم )
1. ↑  "تحميل البوم أيس كريم في جليم - عمرو دياب MP3". www.albumaty.com. اطلع عليه بتاريخ 2024-02-10.